# 6월 22일
6월 22일은 그레고리력으로 173번째(윤년일 경우 174번째) 날에 해당한다.

## 사건
- 1486년 - 조선, 여외 정병(旅外正兵)을 혁파하여 보인(保人)으로 하도록 함.(음력 5월 21일)
- 1815년 - 나폴레옹 2세, 프랑스의 황제로 즉위.
- 1940년 - 프랑스가 나치 독일의 공세에 파리시를 빼앗기고 항복.
- 1941년 - 독일, 바르바로사 작전을 발동하여 소련을 침공.
- 1944년 - 소련, 바그라티온 작전 개시. 독일 중부집단군 격파.
- 1965년 - 한일기본조약 조인.
- 1998년 - 조선민주주의인민공화국 잠수정이 대한민국의 동해안에서 어선 그물에 걸려 좌초.

## 문화
- 1894년 - 파리-루엔(Rouen)간 최초의 자동차 경주 개최.
- 1973년 - 남해대교가 개통되었다.
- 1978년 - 명왕성의 위성 카론 발견.
- 1985년 - 서울신문사의 스포츠서울 창간.
- 1986년 - 아르헨티나와 잉글랜드의 1986년 FIFA 월드컵 경기 도중 신의 손 사건 발생. 경기결과는 디에고 마라도나의 맹활약으로 아르헨티나가 잉글랜드를 2:1로 꺾고 4강에 진출함.
- 2000년 - 한국교육방송공사 창립.
- 2002년 - 2002 FIFA 월드컵에서 대한민국이 스페인에 승부차기 끝에 PK 결과 5-3으로 승리하여 아시아 최초로 4강에 진출한다. (터키도 일한 만시즈의 결승골로 세네갈을 1:0으로 꺾고 4강에 진출함.)
- 2005년
  - 콘스탄티노폴리스 총대주교 바르톨로메오스 1세가 방한하였다.
  - 장성화물선 안평역 ~ 장성화물역 구간이 개통되었다.
- 2010년 - 허정무 감독이 이끌던 대한민국 축구 국가대표팀이 나이지리아와의 조별리그 마지막 경기 끝에 사상 첫 원정 16강 진출에 성공했다.
- 2014년
  - 카타르 도하에서 열린 제 38차 유네스코 세계유산위원회에서 대한민국에 11번째로 남한산성이 등재되었다.
  - SBS TV의 도전 1000곡 마지막 방송.
- 2015년 - 동의보감, 대한민국 국보로 승격.
- 2017년 - 하이패스 전용 나들목 경부고속도로 옥산IC의 부산방향 진출입로가 개통되었다.

## 탄생
- 1766년 - 조선의 후궁 원빈 홍씨. (~1779년)
- 1767년 - 독일의 언어학자 빌헬름 폰 훔볼트. (~1835년)
- 1793년 - 일본 에도 막부의 12대 쇼군 도쿠가와 이에요시. (~1853년)
- 1805년 - 이탈리아의 정치인 주세페 마치니. (~1872년)
- 1864년
  - 독일에서 활동한 러시아의 수학자 헤르만 민코프스키. (~1909년)
  - 대한민국의 기업가 박승직. (~1950년)
- 1877년 - 영국의 생물학자 줄리언 헉슬리. (~1975년)
- 1898년 - 독일의 소설가 에리히 마리아 레마르크. (~1970년)
- 1906년 - 미국의 영화 감독, 영화제작자 빌리 와일더. (~2002년)
- 1910년 - 영국의 군인, 산악인 헌트 남작 존 헌트. (~1998년)
- 1921년 - 대한민국의 배우 장동휘. (~2005년)
- 1928년 - 일본의 배우 사사키 스미에. (~2019년)
- 1933년 - 미국의 정치인 다이앤 파인스타인. (~2023년)
- 1935년 - 대한민국의 정치인 박제상. (~2025년)
- 1936년
  - 대한민국의 배우 곽경환. (~2022년)
  - 미국의 싱어송라이더, 배우 크리스 크리스토퍼슨. (~2024년)
- 1940년 - 이란의 영화감독 아바스 키아로스타미. (~2016년)
- 1947년 - 프랑스의 철학자 브뤼노 라투르. (~2022년)
- 1948년
  - 대한민국의 공무원, 정치인 배덕광. (~2023년)
  - 폴란드의 축구인 프란치셰크 스무다. (~2024년)
- 1949년
  - 미국의 배우 메릴 스트립.
  - 미국의 배우 린지 와그너.
- 1953년 - 미국의 가수 신디 로퍼.
- 1954년
  - 대한민국의 배우, 정치인 정한용.
  - 대한민국의 희극인 이홍렬.
  - 독일의 영화감독 볼프강 베커. (~2024년)
- 1957년 - 대한민국의 행정학과 교수 김인철.
- 1958년 - 미국의 배우, 프로듀서, 작가, 감독 브루스 캠벨.
- 1959년 - 대한민국의 가수 현숙.
- 1960년
  - 미국의 소비자 운동가 겸 환경 운동가 에린 브로코비치.
  - 미국의 정치인 애덤 시프.
  - 미국의 배우 트레이시 폴런.
- 1962년 - 홍콩의 영화 감독, 배우 주성치.
- 1963년 - 미국의 종합 격투기 선수 랜디 커투어.
- 1964년
  - 대한민국의 배우 배종옥.
  - 일본의 배우 아베 히로시.
  - 미국의 소설가 댄 브라운.
- 1965년 - 독일의 영화 감독 우베 볼.
- 1967년
  - 대한민국의 기업인 이해진.
  - 대한민국의 공무원 김종훈.
- 1968년
  - 일본의 소설가 유미리.
  - 대한민국의 골프 선수 최경주.
  - 대한민국의 의원 김창원.
- 1969년 - 대한민국의 산악인 박무택. (~2004년)
- 1971년
  - 대한민국의 전 야구 선수, 현 야구 코치 강상수.
  - 대한민국의 축구 선수 김창원.
- 1972년 - 일본의 성우 도몬 진.
- 1974년 - 일본의 성우 나이토 료.
- 1975년 - 일본의 소설가 히라노 게이치로.
- 1976년 - 일본의 성우 카와하라 요시히사.
- 1977년
  - 일본의 성우 오노 료코.
  - 프랑스의 농구 선수 프레데리크 바이스.
- 1978년 - 영국의 자동차 경주 선수 댄 웰던. (~2011년)
- 1979년 - 스페인의 가수 레이레 마르티네스.
- 1980년 - 대한민국의 희극인 조현민.
- 1981년 - 대한민국의 성우 오민혁.
- 1982년
  - 대한민국의 성우 배영규.
  - 미국의 전 야구 선수 이언 킨슬러.
  - 사우디아라비아의 전 축구 선수 하마드 알몬타샤리.
  - 이탈리아의 배우 바르바라 론치.
- 1983년
  - 대한민국의 아나운서 박민영.
  - 대한민국의 안무가, 퍼포먼스 디렉터 손성득.
  - 대한민국의 전 배우 이효정.
  - 에스토니아의 조정 선수 알라르 라야.
- 1984년
  - 일본의 성우 오노 유우키.
  - 중화인민공화국의 사격 선수 궈원쥔.
- 1985년
  - 일본의 배우, 모델 가토 로사.
  - 대한민국의 야구 선수 박석민 (NC 다이노스).
  - 베트남의 가수, 배우 하리원.
- 1986년 - 대한민국의 모델 백하나.
- 1987년
  - 대한민국의 레이싱 모델 김시연.
  - 대한민국의 가수 겸 배우 오연서.
  - 대한민국의 배우 이민호.
  - 대한민국의 농구 선수 이민재.
  - 베트남의 배우, 가수, 모델 민항.
- 1988년 - 미국의 배우 포샤 더블데이.
- 1989년
  - 대한민국의 가수 정용화 (씨엔블루).
  - 대한민국의 축구 선수 여름 (광주 FC).
- 1990년
  - 일본의 가수 이노오 케이 (Hey! Say! JUMP).
  - 대한민국의 가수 호림.
  - 대한민국의 축구 선수 서보민.
- 1991년 - 대한민국의 가수 이서준.
- 1992년 - 대한민국의 희극인 이가은.
- 1993년
  - 독일의 축구 선수 로리스 카리우스.
  - 러시아의 전 리듬체조 선수 다리야 드미트리예바.
  - 대한민국의 전 축구 선수 김서준.
- 1994년
  - 대한민국의 아나운서 조예진.
  - 중화인민공화국의 사격 선수 궈원쥔.
- 1995년 - 대한민국의 모델 김아영.
- 1996년
  - 대한민국의 쇼트트랙 선수 공상정.
  - 스페인의 축구 선수 로드리 에르난데스.
- 1997년 - 미국의 가수 다이너 제인 (피프스 하모니).
- 1998년
  - 대한민국의 인터넷 방송인 김재원.
  - 대한민국의 농구 선수 김진영.
- 1999년 - 대한민국의 연극배우 신이안.
- 2001년
  - 프랑스의 유도 선수 막심가엘 응가야프 앙부.
  - 대한민국의 가수 유.
- 2002년 - 대한민국의 가수 예령.
- 2009년 - 대한민국의 뮤지컬 배우 최연우.
- 2012년 - 대한민국의 가수 서윤. (버비)

### 미상
- 대한민국의 가수 아빈.
- 대한민국의 가수 이상정.
- 대한민국의 가수, 작곡가 초현.

## 사망
- 947년 - 오대십국시대 오월의 제3대 국왕 전홍좌. (928년~)
- 1611년 - 영국의 항해가 헨리 허드슨. (1565년~)
- 1797년 - 프랑스의 정치인 프랑수아 루이 부르동. (1758년~)
- 1940년 - 독일인 기상학자 블라디미르 쾨펜. (1846년~)
- 1951년
  - 대한민국의 시인 김상용. (1902년~)
  - 일제 강점기의 페미니스트 작가, 언론인 김명순. (1896년~)
- 1969년 - 미국의 가수이자 배우 주디 갈런드. (1922년~)
- 1974년 - 프랑스의 작곡가 다리우스 미요. (1892년~)
- 1987년
  - 대한민국의 병리학자 겸 해부학자 윤일선. (1896년~)
  - 미국의 영화배우 프레드 아스테어. (1899년~)
- 2002년 - 일본의 축구 선수 오카다 요시오. (1926년~)
- 2004년 - 대한민국의 통역사 김선일. (1970년~)
- 2005년 - 북제주군의 마지막 군수 신철주. (1938년~)
- 2015년 - 미국의 작곡가 제임스 호너. (1953년~)
- 2018년 - 헝가리의 정치인 네르시 레죄. (1923년~)
- 2019년
  - 미국의 소설가 주디스 크란츠. (1928년~)
  - 브라질의 축구 선수 탈리스 리마 지 콘세이상 페냐. (1995년~)
- 2020년 - 미국의 영화감독 조엘 슈매커. (1939년~)
- 2021년 - 일본의 영화배우 리 레이센. (1942년~)
- 2022년 - 에스토니아의 육상 선수 유리 타르마크. (1946년~)
- 2023년
  - 미국의 경제학자 해리 마코위츠. (1927년~)
  - 독일의 클라리넷 연주자 페터 브뢰츠만. (1941년~)
- 2024년
  - 대한민국의 언론인 김춘길. (1940년~)
  - 아르메니아의 영화배우 랄라 므나차카냔. (1957년~)
  - 헝가리의 체조 선수 코바치 피테르. (1959년~)
- 2025년 - 이탈리아의 조각가 아르날도 포모도로. (1926년~)

## 기념일
- 반 파시스트 투쟁의 날: 크로아티아
- 위대한 애국전쟁 희생자 추모의 날(Day of Remembrance of the victims of the Great Patriotic War): 벨라루스
- 교사의 날: 엘살바도르

## 같이 보기
- 전날: 6월 21일 다음날: 6월 23일 - 전달: 5월 22일 다음달: 7월 22일
- 음력: 6월 22일
- 모두 보기